# Очень важная персона (фильм)
«Очень важная персона» — советский художественный фильм-комедия. Вторая постановка актёра и режиссёра Евгения Герасимова.

## Сюжет
Главный герой Родион Шишкин — советский руководитель среднего звена. Но как не похож он на привычных киношных чиновников-бюрократов. Первооснова его характера словно взята у героев-«чудиков» В. М. Шукшина. Родион упорно отказывается от положенного по должности автомобиля и ездит в райцентр на лошади; гостей и делегации принимает в собственном доме и за свой счет; и ни при каких условиях не желает придерживать свой язык по поводу райисполкомовских порядков («Мужик я хотя и хороший, но вредный» — признается он). Естественно, что такое поведение навлекает на него громы и молнии со стороны местного начальства. 
Но жанр фильма — комедия. И вот Шишкина назначают на должность председателя того самого райисполкома. Однако он остается верен своей натуре, и снова в привычной кепочке, а не в начальственной шляпе, верхом на лошади объезжает свои земли, увольняет с работы пригревшихся бездельников, изгоняет липовые данные из сводок и нещадно критикует областных бюрократов. 
Терпению начальства приходит конец и вот Шишкин обреченно отправляется в областной центр «на ковер», ожидая разгона и снятия с должности, а возвращается… с новым назначением — уже областного масштаба. И снова трясется по ухабам машина с семейным скарбом: Шишкины переезжают на новое место службы.

## В ролях
- Юрий Назаров — Родион Шишкин
- Нина Русланова — Галина
- Михаил Зимин — Иван Сергеевич
- Раиса Рязанова — мать Максима
- Юрий Горобец — Ракитин
- Евгений Герасимов — художник
- Вячеслав Невинный — Недугов
- Юрий Чернов — механик на карусели
- Елена Метёлкина — Ирина, учительница музыки
- Баадур Цуладзе — Георгий
- Владимир Гусев — Матвеев
- Татьяна Божок — секретарша Света
- Николай Парфёнов — Петряков
- Игорь Охлупин — Демьянов
- Александр Вдовин — Фокин
- Владимир Павленок — Валька
- Станислав Чекан — Алексеич
- Ирина Мурзаева — Матрёна Ивановна
- Геннадий Матвеев — зять Матрёны Ивановны
- Аркадий Арканов — гость-итальянец
- Олег Хабалов — итальянец-мафиозо
- Вадим Андреев — молодой директор
- Виктор Шульгин — отец жениха
- Надежда Самсонова — мать жениха
- Любовь Германова — невеста
- Николай Смирнов — Василич
- Александр Январёв — Унестр
- Юрий Саранцев — участник совещаний
- Владимир Смирнов — участник совещаний
- Артур Нищёнкин — участник совещаний
- Анатолий Борисов
- С. Васякин
- И. Казелюнас
- Светлана Орлова
- Манефа Соболевская
- В. Сорокин
- Валерий Цариев

## Съёмочная группа
- Режиссёр: Евгений Герасимов
- Ассистент режиссёра: Варвара Сафонова
- Сценарист: Сергей Бодров (ст.)
- Оператор: Владимир Архангельский
- Композитор: Геннадий Гладков
- Звукооператор: Павел Дроздов
- Дирижёр: Александр Петухов
- Художник: Альфред Таланцев